# 仙台市立東六番丁小学校
仙台市立東六番丁小学校（せんだいしりつ ひがしろくばんちょうしょうがっこう）は、宮城県仙台市青葉区にある公立小学校である。2021年の児童数は414人、15学級、教職員29人。

## 概要
仙台市の中心部に位置し、付近は仙台駅があり、学校は東北本線、国道45号、宮町通に面している。また宮城野区との区境にあるために宮城野区から通学する児童もいる。
校庭の中心に、高さ11メートル、幹の周り4.6メートルのヒガンザクラの老木がある。1654年（承応3年）、仙台東照宮に迎える神体を置く仮宮をこの場所に作ったあと、跡地に植えられたものという。1975年（昭和50年）6月5日に仙台市の保存樹木に指定された。

## 所在地
- 宮城県仙台市青葉区宮町1丁目2-1

## 沿革
- 1873年（明治6年）8月18日 - 万日堂（現在の宮町5丁目）に小田原小学校として開校
- 1877年（明治10年） - 弘道小学校に変更
- 1879年（明治12年） - 宮町小学校に変更
- 1883年（明治16年） - 現在地に東六番丁中等科小学校に変更
- 1886年（明治19年） - 東六番丁尋常小学校に変更
- 1896年（明治29年） - 東六番丁尋常高等小学校に変更
- 1916年（大正5年） - 東六番丁尋常小学校に名称を戻す
- 1947年（昭和22年）4月 - 仙台市立東六番丁小学校に校名変更

## 学区
- 青葉区小田原、花京院、上杉四から六丁目の一部、中央一丁目の一部、錦町二丁目の一部、福沢町の一部、本町一丁目の一部、宮町一丁目、二丁目と三丁目の一部
- 宮城野区小田原金剛院丁、小田原山本丁、小田原一丁目の大部分、花京院通、車町、名掛丁、東六番丁、元寺小路

## 卒業後
- 生徒の大部分が五城中学校へ進学も一部は宮城野中学校に進学する。
- 稀に宮城県仙台二華中学校・高等学校に、進学する生徒もいる。